# Evgenij Kirillovič Golubev

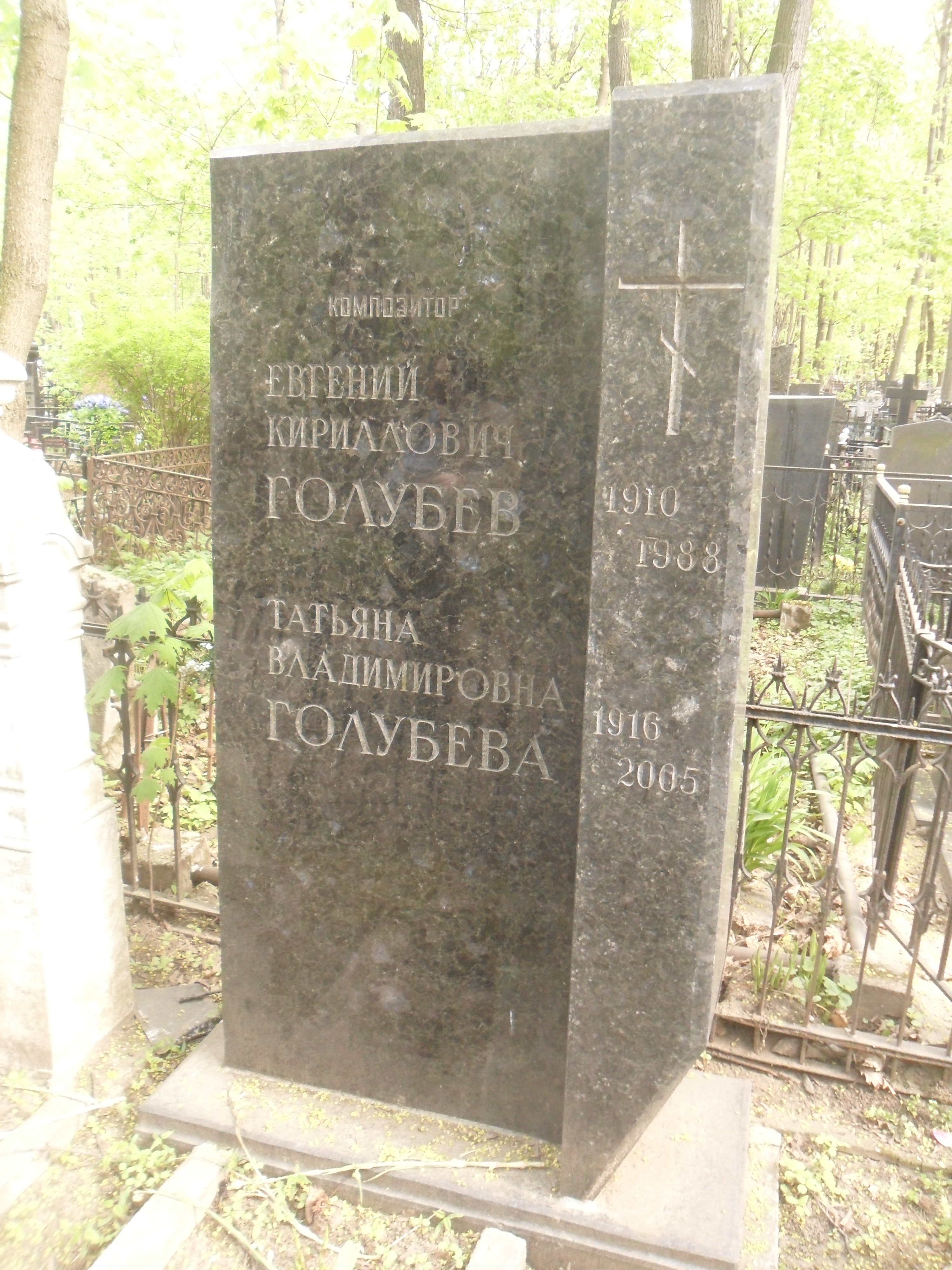
La sua tomba

Evgenij Kirillovič Golubev, in russo Евгений Кириллович Голубев? (Mosca, 16 febbraio 1910 – Mosca, 25 dicembre 1988), è stato un compositore russo.

## Biografia ed opere
Golubev è stato allievo di Mjaskovskij, e fra i suoi studenti si includono Iosif Andriasov dal 1958 fino al 1963, Alfred Schnittke dal 1953 fino al 1958 e Michael L. Geller.
Le sue composizioni includono almeno ventiquattro quartetti d'archi, sette sinfonie, tre concerti per pianoforte ed orchestra - l'ultimo dedicato a e inciso da Tat'jana Nikolaeva, concerti per violino, violoncello e viola, dieci sonate per pianoforte (di cui la sesta dedicata a Mjaskovskij), sonata per violino, violoncello e tromba (1956) (dedicata a Sergej Nikolaevič Erëmin, e un quintetto per archi, pianoforte e arpa, tra le altre opere. Questo quintetto per arpa viene ancora eseguito di tanto in tanto, una delle poche opere del compositore che continuano ad esserlo.
L'etichetta discografica di Stato dell'Unione Sovietica Melodija ha pubblicato vari LP della sua musica, compresi i tre concerti per pianoforte ed orchestra, due sinfonie, e alcune opere da camera e canzoni che non sono più facilmente reperibili.
Negli ultimi anni, alcune di queste vecchie registrazioni sono state ripubblicate su CD. Melodija ha recentemente ritrovato e ripubblicato registrazioni di Nikolaeva del 3º concerto per pianoforte ed orchestra e della 4ª sonata per pianoforte (1942-1943).